# Ranjeng (Ciruas)
Ranjeng is een bestuurslaag in het regentschap Serang van de provincie Banten, Indonesië. Ranjeng telt 11.755 inwoners (volkstelling 2010).